# Sender Šance
Der Sender Šance ist eine Sendeanlage für Hörfunk und Fernsehen auf der Erhebung Šance in der slowenischen Hauptstadt Ljubljana. Als Antennenträger kommt ein abgespannter Stahlfachwerkmast zum Einsatz.

## Frequenzen und Programme

### Analoger Hörfunk (UKW)
| Frequenz (MHz) | Programm       | RDS PS              | RDS PI | Regionalisierung | ERP (kW) | Antennendiagramm rund (ND)/gerichtet (D) | Polarisation horizontal (H)/vertikal (V) |
| -------------- | -------------- | ------------------- | ------ | ---------------- | -------- | ---------------------------------------- | ---------------------------------------- |
| 87,6           | Radio Bob      | __BOB___            | 945B   | –                | 1        | ND                                       | V                                        |
| 89,3           | Radio Študent  | STUDENT_            | 9440   | –                | 1        | ND                                       | V                                        |
| 92,6           | Radio 1 80-a   | RA_1_80_            | 9459   | –                | 1        | ND                                       | V                                        |
| 94,9           | Radio Veseljak | VESELJAK            | 9449   | Slovenija        | 1        | ND                                       | V                                        |
| 99,5           | Radio City     | __CITY__            | 9415   | –                | 1        | ND                                       | V                                        |
| 100,8          | Radio SI       | RADIO_SI            | 933A   | –                | 1        | ND                                       | V                                        |
| 101,6          | Best FM        | BEST_FM_ / BEST_LJ_ | 9438   | Ljubljana        | 1        | ND                                       | V                                        |
| 102,4          | Radio Center   | _CENTER_            | 9314   | Slovenija        | 1        | ND                                       | V                                        |
| 104,8          | Radio Ognjišče | OGNJISCE            | 932F   | –                | 0,5      | ND                                       | V                                        |
| 105,2          | Radio Antena   | _ANTENA_ / ANTENA_L | 940B   | Ljubljana        | 1        | ND                                       | V                                        |
| 106,1          | Radio Ekspres  | EKSPRES_            | 941A   | -                | 0,5      | ND                                       | V                                        |
| 107,9          | Radio 1        | RADIO_1_ / ENA_LJ__ | 9357   | Ljubljana        | 1        | ND                                       | V                                        |

### Digitales Fernsehen (DVB-T)
DVB-T wird im Gleichwellenbetrieb (SFN) mit anderen Senderstandorten ausgestrahlt:
| Kanal | Frequenz (in MHz) | Multiplex    | Programme im Multiplex                                               | ERP (in kW) | Antennen- diagramm rund (ND) / gerichtet (D) | Polarisation horizontal (H) / vertikal (V) |
| ----- | ----------------- | ------------ | -------------------------------------------------------------------- | ----------- | -------------------------------------------- | ------------------------------------------ |
| 32    | 562               | MUX-A/Center | - TV SLO 1 - TV SLO 2 - TV SLO 3 - TV Koper - TV Maribor - Vaš kanal | 0,2         |                                              | H                                          |

### Digitaler Hörfunk (DAB+)
| Block | Multiplex | Programme                                                                              | ERP (in kW) | Antennendiagramm rund (ND), gerichtet (D) |
| ----- | --------- | -------------------------------------------------------------------------------------- | ----------- | ----------------------------------------- |
| 7D    | R3        | - Retro Radio - Radio Terminal - Radio 1 Slovenski hiti - Radio Energija - Radio Enter | 2           | V                                         |

### Ehemaliges Analoges Fernsehen (PAL)
Bis zur Umstellung auf DVB-T im Jahr 2010 diente der Senderstandort weiterhin für analoges Fernsehen:
| Kanal | Frequenz (MHz) | Programm | ERP (kW) | Sendediagramm rund (ND)/ gerichtet (D) | Polarisation horizontal (H)/ vertikal (V) |
| ----- | -------------- | -------- | -------- | -------------------------------------- | ----------------------------------------- |
| 8     | 191,25         | TV SLO 1 | 0,025    | D (95–130°)                            | H                                         |
| 60    | 783,25         | TV Pika  | ?        | ?                                      | ?                                         |